# Эстудиантес де Мерида
«Эстудиа́нтес де Ме́рида» (исп. Estudiantes de Mérida Fútbol Club) — венесуэльский футбольный клуб из города Мерида. В настоящий момент выступает в Примере Венесуэлы, сильнейшем дивизионе страны.

## История
Клуб основан 4 апреля 1971 года домашние матчи проводит на стадионе «Метрополитано де Мерида», вмещающем 42 200 зрителей. Главные успехи клуба пришлись на 1970-е — 1980-е годы, когда он дважды побеждал в чемпионате Венесуэлы и трижды завоевывал национальный кубок.
«Эстудиантес де Мерида» семь раз принимал участие в розыгрыше Кубка Либертадорес, но дальше первого раунда прошёл лишь однажды, дойдя до четвертьфинала в 1999 году.

## Достижения
- Чемпион Венесуэлы (2): 1980, 1985
- Обладатель Кубка Венесуэлы (3): 1971, 1975, 1985

## Участие в южноамериканских кубках
- Кубок Либертадорес (7):
  - Предварительный этап — 2003
  - Первый этап — 1977, 1978, 1981, 1982, 1987
  - Групповой этап — 2020
  - Четвертьфинал — 1999
- Южноамериканский кубок (3):
  - Первый этап — 2018, 2019
  - Второй этап — 2020
- Кубок Мерконорте (1):
  - Первый этап — 2000
- Кубок КОНМЕБОЛ (2):
  - Предварительный этап — 1997
  - Четвертьфинал — 1999